# Nadorita
La nadorita és un mineral de plom, antimoni, oxigen i clor, químicament és un oxiclorur de fórmula química PbSbO₂Cl, de color marró tabac, groc marronós a groc, una duresa de 3,5-4 i una densitat de 7,02-7,06 g/cm³, cristal·litza en el sistema ortoròmbic. El seu nom fou fa referència al jaciment on fou descoberta el 1870, el Djebel Nador, Algèria
Segons la classificació de Nickel-Strunz, la nadorita pertany a «03.DC - Oxihalurs, hidroxihalurs i halurs amb doble enllaç, amb Pb (As,Sb,Bi), sense Cu» juntament amb els següents minerals: laurionita, paralaurionita, fiedlerita, penfieldita, laurelita, bismoclita, daubreeita, matlockita, rorisita, zavaritskita, zhangpeishanita, perita, aravaipaïta, calcioaravaipaïta, thorikosita, mereheadita, blixita, pinalita, symesita, ecdemita, heliofil·lita, mendipita, damaraïta, onoratoïta, cotunnita, pseudocotunnita i barstowita.